# Paweł Okraska
Paweł Okraska (ur. 6 stycznia 1975 w Krakowie) – polski aktor filmowy i teatralny.

## Życiorys
W 1999 ukończył Państwową Wyższą Szkołę Teatralną w Krakowie, dyplom uzyskał rok później. Popularność zdobył dzięki roli Filipa w nagradzanym filmie Krzysztofa Zanussiego Życie jako śmiertelna choroba przenoszona drogą płciową (2000) oraz Michała Łagody w serialu M jak miłość (2000–2004, 2007–2014).
Występuje w teatrach: Żelaznym w Katowicach, Skene w Warszawie i Sztuka na Wynos w Krakowie.

## Życie prywatne
W 2002 ożenił się z aktorką Magdaleną Walach, z którą ma syna Piotra (ur. 2006).

## Filmografia
- 1997: Klan – aspirant Jonasz Lesicki (od 2005)
- 2000: Życie jako śmiertelna choroba przenoszona drogą płciową – Filip
- 2000–2004, 2007–2014: M jak miłość – Michał Łagoda, przyrodni brat Marii
- 2001: Boże skrawki
- 2002: Przedwiośnie – oficer sztabowy na polu bitwy
- 2002: Suplement – Filip
- 2002: Chopin. Pragnienie miłości – major Kicki
- 2005: Niania – Maciej Glinka, pracownik urzędu skarbowego (gościnnie)
- 2005–2007: Magda M. – kierowca Julii Szulc (gościnnie)
- 2006: Fałszerze – powrót Sfory (odc. 14)
- 2006: Pierwsza miłość – analityk
- 2006: Fala zbrodni – Oskar Perlin (odc. 49)
- 2007: Twarzą w twarz – Jacek Makowski, organizator konferencji (gościnnie)
- 2010: Dancing for you – sprzedawca
- 2010–2011: Ludzie Chudego – Marek, chłopak Sylwii
- 2010: Na dobre i na złe – Paweł Lewandowski (odc. 427 Debiutantka)
- 2010: Tancerze – Grzesiek (odc. 30 Sekrety i kłamstwa)
- 2011: Szpilki na Giewoncie – mecenas Krajewski
- 2011: Och, Karol 2 – narzeczony Agaty
- 2013: Komisarz Alex – Igor Rogulski (odc. 31)
- 2014: Czas honoru – Koenig (odc. 11)
- 2017: Diagnoza – mąż Anny Nowak (odc. 3 i 4)
- 2018: Komisarz Alex – Tadeusz Wcisło (odc. 131)
- 2023: Przyjaciółki – Artur

Źródło: Filmpolski.pl.